# Закатальский округ
Заката́льский о́круг — особая административно-территориальная единица Российской империи, самая малая самостоятельная (не входящая в состав губернии или области) административная единица России. В начале XX века — один из двух (наряду с Сухумским) особых округов, приравненных к губерниям. Административный центр — Закаталы. Площадь — 4033,7 км². Образован в 1859 году (выведен из состава Тифлисской губернии в Особый округ в 1903 году).
В Закатальском округе действовало военно-народное управление, управлял им начальник округа. В административном отношении округ делился на 4 участка:
- Алиабадский
- Кахский
- Белоканский
- Джаромухахский.

Округ располагался в северо-восточной части Закавказья, у южной подошвы Главного Кавказского хребта; граничил на северо-востоке с Дагестанской областью, на юго-востоке и юге — с Елизаветпольской, на западе — с Тифлисской губерниями.

## История
В 1830 году в ходе Кавказской войны на землях джарских лезгин была образована Джаро-Белоканская область (впоследствии — округ) с центром в с. Белоканы. На территории области находилась укрепленная Лезгинская линия. В 1840 году в состав Джаро-Белоканского округа вошел Илисуйский султанат. В 1859 году Джаро-Белоканский округ был переименован в Закатальский.

## Природа
С точки зрения рельефа и природных условий Закатальский округ делился на две части: северную — горную, представляющую собой южный склон Главного Кавказского хребта, и южную — равнинную и степную. Кавказский хребет, по гребню которого проходила граница округа с Дагестанской областью, входил в состав округа всем южным склоном от вершины Тиновросо на севере почти до Салаватского перевала на юге.
На всём протяжении границы возвышаются горные вершины: Сары-даг, Гудур-даг, Анцаль, Динди-даг, Камацана-даг, Муров-даг и др.
Южный склон хребта очень крут, образует множество скалистых и узких ущелий, покрыт лесами и даёт начало многочисленным потокам и ручьям, стекающим в Алазань. Наиболее крупными являются Курмух-чай, Катех-чай, Мазим-чай, которые, разливаясь при таянии снегов в горах и дождях, образуют в низменности много болот, распространяющих лихорадочные миазмы, но вместе с тем имеют важное ирригационное значение. Средняя часть территории Закатальского округа до Алазани и её притока Айри-чая слегка наклонена к Алазани и представляет в общем ровную местность, орошённую речками, стекающими с Кавказского хребта.
Южная часть округа, вдававшаяся клином между Нухинским и Сигнахским уездами и расположенная по левую сторону Алазани к югу от впадения Айри-чая, представляет собой безводную, слегка волнистую, а местами ровную степную местность, мало населённую и пригодную только для выпаса скота. Таким образом, вся территория Закатальского округа принадлежала к бассейну Алазани и была расположена большей частью по левую её сторону. Орошение полей производилось почти исключительно из небольших левых притоков Алазани, сама же река, протекающая в довольно высоких берегах, не имела ирригационного значения.
Обилие влаги, осаждающейся на южном склоне Кавказского хребта, благоприятствует развитию на нём древесной растительности, которой совершенно лишена южная степная часть округа. В особенности хороши леса в труднодоступных ущельях и недоступных предгорьях, тогда как на равнине в большинстве случаев они были истреблены уже к концу XIX в.
Здесь произрастают дуб, бук, каштан, орех, липа, ясень и множество фруктовых пород (груша, яблоня, слива, хурма (Diospyros lotus), айва (Cydonia), фиговое дерево, гранатовое дерево, виноград и др.). Леса занимали 140 000 десятин, то есть 38,4 % всей территории округа.
Леса изобиловали дикими животными (шакалы, лисицы, дикие кошки, барсы, рыси, медведи, кабаны, козы, олени, куницы, зайцы и туры). Немало также и птиц (фазаны, утки, коршуны, аисты и т. п.).
Регион располагает значительными минеральными богатствами — медные и кобальтовые руды, железо, свинец, серебро и т. п. Много минеральных источников, в особенности серных и углекислых.

## Население
Согласно ЭСБЕ, горные и подгорные местности округа были заселены аварцами, цахурами, приалазанские — азербайджанцами и ингилойцами. В 1886 году всего в уезде насчитывалось 74 449 человек.
Согласно одиннадцатому выпуску «Сборника материалов для описания местностей и племен Кавказа» (1891 год) в 1888 году в уезде насчитывалось 14 590 дымов при 74 488 чел.
Согласно первой всеобщей переписи населения Российской империи 1897 г. население округа составляло 84 224 человек, мужчин — 45 418, женщин —38 806 (грамотных из них 3 369 человек или 4,0 %).

### Национальный состав
| Год  | Всего, чел. | Аваро-андийские народы | Татары (азербайджанцы) | Грузины (ингилойцы) | Даргинцы      | Армяне        | Лезгинские народы | Великорусы (русские), малорусы (украинцы), белорусы | Поляки       | Немцы       | Евреи       | Персы      | Осетины    | Мингрелы    | Турки       | Греки       | Имеретинцы  | Кистинцы    | Остальные   |
| ---- | ----------- | ---------------------- | ---------------------- | ------------------- | ------------- | ------------- | ----------------- | --------------------------------------------------- | ------------ | ----------- | ----------- | ---------- | ---------- | ----------- | ----------- | ----------- | ----------- | ----------- | ----------- |
| 1886 | 74 449      | 40 225 (54,03 %)       | 21 090 (28,33 %)       | 12 430 (16,70 %)    | ---           | ---           | ---               | 199 (0,22 %)                                        | ---          | ---         | ---         | ---        | ---        | ---         | ---         | ---         | ---         | ---         | ---         |
| 1897 | 84 224      | 31 670 (37,6 %)        | 28 950 (34,4 %)        | 12 389 (14,7 %)     | 7 441 (8,3 %) | 2 100 (2,5 %) | 1 036 (1,23 %)    | 434 (0,52 %)                                        | 115 (0,14 %) | 11 (0,01 %) | 11 (0,01 %) | 7 (0,01 %) | 6 (0,01 %) | 3 (<0,01 %) | 3 (<0,01 %) | 2 (<0,01 %) | 2 (<0,01 %) | 1 (<0,01 %) | 43 (0,05 %) |
| 1912 | 81 100      | [ Комм. 4 ]            | 24,6 %                 | 5,7 %               | [ Комм. 4 ]   | 4,0 %         | [ Комм. 4 ]       | 0,6 %                                               | ---          | ---         | ---         | ---        | ---        | ---         | ---         | ---         | ---         | ---         | ---         |

### Религиозный состав
Данные согласно первой всеобщей переписи населения Российской империи 1897 г..
- Мусульмане[Комм. 5] — 77 321 (91,8 %),
- Православные — 4 606 (5,47 %),
- Армяне (ААЦ)[Комм. 6] — 1944 (2,31 %),
- Армяне-католики — 186 (0,22 %),
- Старообрядцы и нерелигиозные— 9 (< 0,01 %),
- Иудеи — 17 (0,02 %),
- Протестанты — 9 (< 0,01 %),
- Римско-католики — 128 (%),
- Остальные (нехристиане) — 1 (< 0,01 %).

Население занималось сельским хозяйством (земледелием, садоводством), сильно развито шелководство, скотоводство, кустарные промыслы, а также выращивание винограда. В 1893 году под почвами числилось 40 358 дес., в том числе под рожью — 723 дес., пшеницей — 35 147 дес., просом — 1010, кукурузой — 249 и рисом — 3223 дес.; остальная площадь была занята ячменём, бобами и др. растениями.
Много фруктов вывозилось за пределы округа, а орехи — даже на Нижегородскую ярмарку; в Закаталах также производилось значительное количество вина. Постепенно возрастающее шелководство дало в 1891 году 6528 пудов сырых коконов. Табака высших сортов было получено в том же году 3751 пудов. Лошадей в Закатальском округе в 1891 году было 5677, рогатого скота и буйволов — 73 490 гол., овец и коз — 103 611. Фабрично-заводской промышленности в округе почти не существовало, но кустарные промыслы были развиты довольно значительно, особенно обработка шерсти и производство различных шерстяных изделий (шерстяные материи, паласы, ковры, мешки, войлочные изделия), а также выделка бурок и полушубков и т. п.